# Rachida Belkacem
Pour les articles homonymes, voir Belkacem.
 (novembre 2024).
Vous pouvez aider à l'améliorer ou bien discuter des problèmes sur sa page de discussion.
- Il ne cite pas suffisamment ses sources. Vous pouvez indiquer les passages à sourcer avec {{référence nécessaire}} ou {{Référence souhaitée}}, et inclure les références utiles en les liant aux notes de bas de page. (Marqué depuis octobre 2024)
- Certaines informations devraient être mieux reliées aux sources mentionnées dans la bibliographie ou les liens externes. Améliorez sa vérifiabilité en les associant par des références. (Marqué depuis octobre 2024)
- Son texte doit être wikifié : il ne correspond pas à la mise en forme Wikipédia (style, typographie, liens internes, liens entre les wikis, etc.). (Marqué depuis novembre 2024)

- Archive Wikiwix
- Bing
- Cairn
- DuckDuckGo
- E. Universalis
- Gallica
- Google
- G. Books
- G. News
- G. Scholar
- Persée
- Qwant
- (zh) Baidu
- (ru) Yandex
- (wd) trouver des œuvres sur Wikidata

Rachida Belkacem, née en 1977 dans les Hauts-de France, est une auteure et poète franco-marocaine. Elle a notamment reçu le prix littéraire « coup de cœur » 2023 au Salon du livre de la ville de Soissons pour son recueil de poésie « Phronésis », publié aux éditions Mindset.

## Biographie
Rachida Belkacem est née le 7 août 1977 dans les Hauts-de France. Franco-marocaine, issue d'une famille d'immigrés, elle est d'origine berbère  marocaine.
Après l'obtention de son baccalauréat en 1996, elle rejoint l'université Paris -Créteil dont elle sort diplômée en santé au travail préventeur. Elle se  spécialise également ensuite en audit-santé-qualité et en formation préventive auprès des entreprises et des académies françaises.
Entre 2015 et 2016, elle organise et anime des cafés littéraires entre Afrique du Nord et France et devient chroniqueuse à Radio Confluences à Marseille en 2016 pour la rubrique culture. En 2017, elle participe à la délégation marocaine du salon du livre comme médiatrice culturelle.
Membre du jury du prix littéraire "D’ailleurs et d’ici" 2020 et présidente du "Prix René Depestre" en 2023, elle a été nommée Marraine de la troisième édition du festival de poésie "La Tour Poétique" organisée par l'association Apulivre.  En septembre 2024, elle intègre la direction collégiale  de la quatrième édition de ce festival en juin 2025.

## Prises de position
Elle s'engage dans la lutte pour l'égalité des sexes en France et au Maroc,  pour le vivre ensemble et pour la défense des valeurs républicaines en France. . Aujourd’hui actrice pour la diffusion de la culture en France et au Maroc, elle lutte également pour une meilleure prise en charge médicale des femmes au travail. Elle poursuit aujourd'hui sa route vers une réincorporation des arts dans l'espace sociétal. Fervente défenseur de l’identité berbère, elle multiplie ses activités, Voix Off pour documentaires autour de cette richesse culturelle.

## Publications
- La révolte des secrets (roman), 2020, ORION éditions, 145 p,  (ISBN 978-9954-707-56-2)
- Phronésis, (poésie), Mindset éditions, 2021, 186 p,  (ISBN 978-2492761065)
- L'odyssée des possibles, (poésie), Mindset éditions, 2024, 193 p,  (ISBN 978-2492761539)
- Luttes et combats, (poésie), éditions Milot, 2024, 223 p,  (ISBN 978-2386170416)

## Distinctions
- 2023 :
  - « Coup de cœur» au salon du livre à Soissons pour son recueil de poésie Phronesis
  - présidente du prix littéraire René Depestre
- 2021 : Ambassadeur de Divine Académie des Arts et des Lettres
- 2018 :Hauts insignes de Divine Académie à Paris en 2018[9].